# Іринга (регіон)
Іринга (англ. Iringa) — один з 31 регіону (суах. mkoa) Танзанії. Загальна площа 58 936 км². За даними перепису 2012 року населення становило 941 238 осіб. Адміністративним центром регіону є місто Іринга, столиця країни. Приріст населення (2002 → 2012): + 0,36% / в рік.

## Географія
Регіон Іринга розташований на півдні Танзанії, межує з Додома і Сингіда на півночі, Мбея на заході, Морогоро на сході і Рувума на півдні. Має вихід до озера Ньяса, за яким межує з Малаві. 
На території регіону знаходиться Національний парк Руаха.

## Адміністративний поділ
Адміністративно регіон розділений на 5 районів.
| Райони регіону Аруша | Райони регіону Аруша     | Райони регіону Аруша | Райони регіону Аруша   | Райони регіону Аруша | Райони регіону Аруша                | Райони регіону Аруша |
| Мапа регіону         | Район                    | Населення (2012)     | Адміністративний центр | Площа (2012), км²    | Щільність населення осіб / км(2012) |                      |
| -------------------- | ------------------------ | -------------------- | ---------------------- | -------------------- | ----------------------------------- | -------------------- |
| Districts of Iringa  | Кілоло                   | 218,130              | Кілоло                 | 9,243                | 23,6                                |                      |
| Districts of Iringa  | Іринга-містоa            | 151,345              | Іринга                 |                      | 410                                 |                      |
| Districts of Iringa  | Іринга                   | 254,032              | Іринга                 | 369,11               | 410                                 |                      |
| Districts of Iringa  | Муфінді                  | 265,829              | Кондоа                 | 7,514                | 35,4                                |                      |
| Districts of Iringa  | Муфінді-місто            | 51,902               | Муфінді                |                      | 90,7                                |                      |
| Districts of Iringa  | Разом                    | 941 238              |                        | 58 936               | 41 311                              | 16,55                |
| Districts of Iringa  | a включаючи місто Додома |                      |                        |                      |                                     |                      |

## Економіка
Основними продуктами експорту є: зерно, боби, арахіс, тютюн, кава, чай. Населення займається вирощуванням великої рогатої худоби. 